# Крестовников, Григорий Александрович
Григо́рий Алекса́ндрович Кресто́вников (10 (22) января 1855, Москва — 1918, Москва) — русский промышленник, фабрикант, мануфактур-советник, потомственный дворянин. Общественный и политический деятель из рода Крестовниковых.

## Биография
Сын Александра Константиновича Крестовникова и Софии Георгиевны (Юрьевны) Милиотти.
В 1878 году окончил физико-математический факультет Московского университета. Ему принадлежало несколько работ по органической химии, которые были опубликованы в студенческие годы. В 1883 году стал одним из учредителей Русского гимнастического общества.
Директор правления (с 1887) и глава (с начала 1890-х) Фабрично-торгового товарищества братьев Крестовниковых (стеариново-мыловаренный завод в Казани, правление в Москве), член правления Общества Московско-Курской железной дороги (1879—1891). Вместе С. В. Лепешкиным и А. И. Барановым в 1882 году инициировал создание «Московского товарищества механических изделий в Климовске» (завод в Подольском уезде, правление в Москве) с основным капиталом 0,6 миллиона рублей. Это было одно из российских предприятий по производству машин и запасного оборудования для текстильных фабрик.
В 1881—1883 годах был гласным Московской Городской Думы. С 1889 года был Членом Московского отделения Совета торговли и мануфактур. Поддерживал курс Столыпина по вопросу земельной реформ.
Член правления Московско-Кавказского нефтепромышленного товарищества (1902—1912), председатель совета Московского купеческого банка (1903—1917).
На Всероссийской выставке 1896 года был председателем комиссии экспертов. В 1900 году участвовал в работе Всемирной выставки в Париже. Награждён орденом Почётного легиона.
В 1905—1915 годах — председатель Московского биржевого комитета, член Совета съездов предпринимателей, один из учредителей Торгово-промышленной партии. С 1906 года — выборный член Государственного совета от Московского биржевого комитета.
В 1905—1906 годах — председатель торгово-промышленной партии, с 1906 — член ЦК партии октябристов.
Мануфактур-советник (1894), действительный статский советник (1913).
Член-корреспондент «Общества содействия успехам опытных наук и их практических применений» им. Х. С. Леденцова, которое было основано в 1909 году. В 1910 году возведён в потомственное дворянство.
Церковный староста церкви Святого Владимира в Старых Садех.
Летом 1915 года вышел в отставку с поста председателя Биржевого комитета. Жил в доме по адресу: Нащокинский переулок,10 (по другим данным номер дома — 12).
После октябрьского вооружённого переворота 1917 года — белоэмигрант По другим данным — умер в Москве.

## Семья

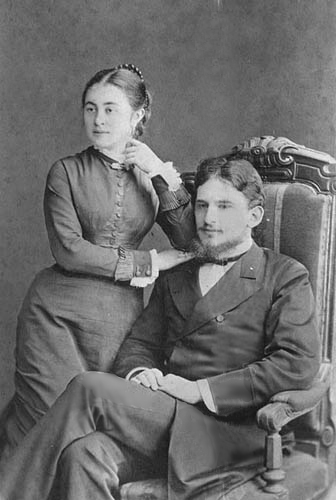
Г. А. Крестовников с женой

11 июня 1878 года в единоверческой церкви состоялось венчание Григория Александровича и Юлии Тимофеевны Морозовой (1858—1920), дочери купца Тимофея Саввича Морозова и его супруги Марии Фёдоровны, старшей сестры Саввы Морозова. По случаю свадьбы родители и несколько членов обоих семейств вместе с молодожёнами отправились в двухмесячное заграничное путешествие, посетив Германию, Швейцарию, Францию.
Юлия Тимофеевна Крестовникова была членом Городского попечительства о бедных Хитрова рынка. В 1906 году она пожертвовала 5 тысяч рублей на создание родильного приюта в Староекатерининской больнице. В 1907 году при этой же больнице создала корпус для хронических больных имени своей дочери, А. Г. Воскресенской. В период 1908—1910 года наблюдала за строительством каменного корпуса в Московской больнице на 3-й Мещанской, двухэтажного корпуса для хронических больных, помещения для родовспомогательного приюта. Юлия Тимофеевна Крестовникова похоронена на кладбище Покровского монастыря.
В браке родились 3 дочери и 3 сына:
- Софья (1879—1950) — первая супруга Дмитрия Ивановича Стахеева (1877—1938)[6];
- Мария (1880—1956) — супруга Николая Густавовича Листа (1875—1942), сына купца 1-й гильдии Г. И. Листа. Их сын Григорий (1904—1994) был конструктором[7];
- Алевтина (1884—1906) — супруга врача Александра Дмитриевича Воскресенского (1872—1963). Скончалась при родах вместе с ребёнком;
- Александр (1887—1962);
- Тимофей (1892—?);
- Григорий (1896—1916)— умер от «испанки».

## Награды
- Орден Святого Станислава 2 ст. (1891);
- орден Святого Владимира 4 ст. (1890);
- орден Святого Владимира 3 ст. (1900);
- орден Почётного легиона.